# 표범 황혼에 떠나가다
표범 황혼에 떠나가다(Il mercenario, A Professional Gun)는 미국에서 제작된 세르지오 코부치 감독의 1968년 코미디, 서부 영화이다. 프랑코 네로 등이 주연으로 출연하였다. 개봉명은 표범 黃昏에 떠나가다이다.

## 출연

### 주연
- 프랑코 네로
- 토니 무선트
- 잭 팰런스
- 지오반나 랄리

### 조연
- 에두아르도 파자르도
- 알바로 드 루나
- 로렌조 로블레도
- 프랑코 지아코비니
- 호세 리에스고
- 호세 카나레야스